# Greater Hudson

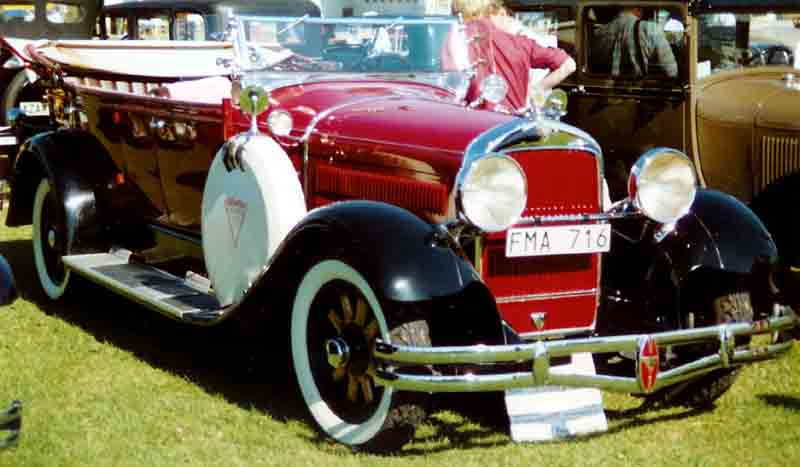
Greater Hudson Phaeton Serie R (1929)

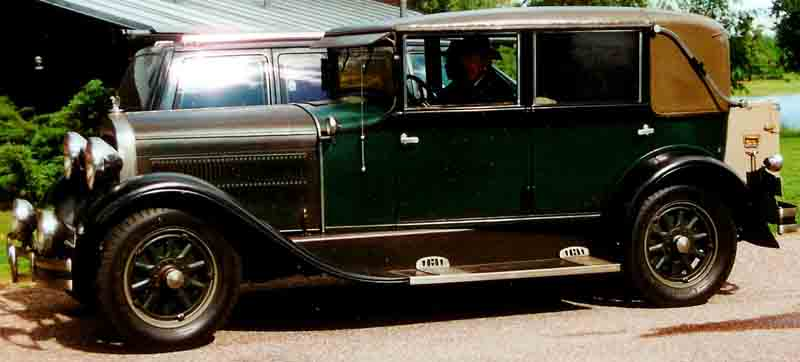
Greater Hudson Landaulet Serie R (1929)

Der Greater Hudson war ein PKW-Modell der Hudson Motor Car Co.

## Eigenschaften
Das Modell wurde nur 1929 hergestellt. Es handelt sich um eine Weiterentwicklung des Hudson Super Six des Vorjahres. Man wählte den Namen, um Fortschritte in Technik und Styling herauszustellen.
Der Greater Hudson wurden auf Fahrgestellen mit 3112 mm (Serie R) oder 3531 mm (Serie L) Radstand gebaut. Zu den Neuerungen zählten größere Windschutzscheiben aus Sicherheitsglas und schmalere A-Säulen. Die kurzen Fahrgestelle wurden mit 2- und 4-türigen Werkskarosserien versehen, die Fahrgestelle der Serie L ausschließlich von Biddle & Smart mit 4-türigen Sonderaufbauten bestückt.
Der Wagen hatte einen gegengesteuerten Reihensechszylinder des Vorgängers mit 4.728 cm³ Hubraum (Bohrung × Hub = 88,9 mm × 127 mm), der bei 3.200/min. eine Leistung von 92 bhp (68 kW) entwickelte. Die Motorleistung wurde über eine Einscheiben-Ölbadkupplung und ein Dreiganggetriebe mit Mittelschaltung an die Hinterachse weitergeleitet.
Im Modelljahr 1930 wurde der Greater Hudson durch das Achtzylindermodell Hudson Greater Eight ersetzt. Einen Sechszylinder bot die Firma erst 1933 wieder an.